# Anthony Cumia
Anthony Cumia (født 26. april 1961) er en amerikansk skuespiller og komiker.